# Ameerah Falzon-Ojo
Ameerah Falzon-Ojo, född 4 februari 2002 i London, är en brittisk skådespelare.
Falzon-Ojo har bland annat medverkat i TV-serierna Hilda och So Awkward. Hon har även medverkat i filmen Hilda och bergakungen.

## Filmografi (i urval)
- 2015–2019 – So Awkward (TV-serie)
- 2018–2023 – Hilda (TV-serie)
- 2021 – Hilda och bergakungen